# Забоева, Ия Васильевна
Ия Васильевна Забоева (12 мая 1924, Усть-Сысольск — 3 апреля 2024, Сыктывкар) — советский и российский почвовед, доктор сельскохозяйственных наук (1973), директор (1965—1985), главный научный сотрудник Института биологии Коми научного центра Уральского отделения РАН, Заслуженный деятель науки РСФСР, Заслуженный работник науки и культуры Коми АССР, почётный член Общества почвоведов имени В. В. Докучаева.

## Биография
Родилась в Сыктывкаре 12 мая 1924 года в семье служащих. После окончания школы в 1941 году планировала поступить в медицинский институт, но начавшаяся война изменила её планы и она поступила в Коми государственный педагогический институт. В период учёбы была принята лаборантом на кафедру химии, в летний период работала на молевом сплаве леса. После окончания института в 1945 году начала работать лаборантом сектора почвоведения и поступила в аспирантуру Коми базы АН СССР. Научным руководителем  была утверждена Евгения Николаевна Иванова. В 1952 году Забоева защитила кандидатскую диссертацию на тему «Почвы бассейна верховьев р. Вычегды». В 1954 году назначают заведующим отдела почвоведения. В 1957 году ей присвоено учёное звание «старший научный сотрудник». С 1965 по 1985 годы была директором Института биологии Коми филиала АН СССР. В 1973 году в Почвенном институте им. В. В. Докучаева защитила докторскую диссертацию на тему «Почвы и земельные ресурсы Коми АССР», которая в 1975 была опубликована в виде монографии.
Скончалась 3 апреля 2024 года, не дожив немногим более месяца до своего 100-летнего юбилея.

## Научные достижения
Забоева исследовала сезонную динамику почвенных процессов в таёжных почвах и выявила их основные диагностические признаки. Под её руководством были осуществлена оценка продуктивности подзолистых почв и разработаны приёмы сохранения и улучшения почвенного плодородия и предложены способы эффективного применения удобрений на подобных почвах. Коллективом института биологии Коми филиала АН СССР, под руководством Забоевой, была проведена экспертная работа признавшая нецелесообразность переброски стока бассейнов рек Печоры и Вычегды в бассейн Каспийского моря. Руководила подготовкой создания почвенных карт листов Q-39 (Нарьян-Мар), Q-40 (Печора), Q-41 (Воркута), P-39 (Сыктывкар), P-40 (Красновишерск).
Забоевой разработана классификация почв Республики Коми, она выделила восемь типов почв на равнинной части территории и девять горных типов почв на Урале. На стационаре около с. Усть-Цильма были впервые установлены особенности биологической продуктивности, водного и температурного режимов глееподзолистых почв северной тайги. Кроме того, была дана характеристика круговорота зольных элементов и азота в еловых экосистем на глееподзолитых почвах. В 2010 году под редакцией Г. В .Добровольского, А. И. Таскаева и И. В. Забоевой подготовлен Атлас почв Республики Коми. По инициативе Забоевой были организованы многие российские и международные конференций, в том числе «Криопедология-97», «Биогеография-2002», «Лесное почвоведение2007».

## Награды, премии, почётные звания
- орден «Знак почёта» (1975)[1]
- орден Дружбы народов (28 октября 1994) — за большой вклад в исследование таежных и тундровых почв Республики Коми[1]
- медаль «За доблестный труд в Великой Отечественной войне 1941—1945 гг.»[6]
- Премии им. Р. В. Вильямса (1977)[7]
- Заслуженный работник науки и культуры Коми АССР (1964)[6]
- Заслуженный деятель науки РСФСР (1984)[6]
- Государственная премия Правительства Республики Коми (2000)[6]
- почётный член Общества почвоведов имени В. В. Докучаева[8]

## Основные публикации
Ией Васильевной Забоевой опубликовано более 280 научных работ, в том числе 19 монографий и 16 почвенных карт.
- Забоева И. В. Почвенные исследования в Коми АССР // Почвоведение : журнал. — 1952. — № 9. — С. 861—863.
- Забоева И. В. Почвы и земельные ресурсы Коми АССР. — Сыктывкар: Коми книжное издательство, 1975. — 344 с.
- Забоева И. В., Русанова Г. В., Слобода А. В. Биопродуктивность ельников зеленомошников средней и северной тайги Коми АССР // Растительные ресурсы : журнал. — 1973. — Т. 9, № 1. — С. 100—106. — ISSN 0033-9946.
- Козубов Г. М., Таскаев А. И., Дегтева С. В., Мартыненко В. А., Забоева И. В., Бобкова К. С., Галенко Э. П. Леса Республики Коми. — Москва: Дизайн. Информация. Картография, 1999. — 332 с. — ISBN 5-287-00002-2.
- Шамрикова Е. В., Соколова Т. А., Забоева И. В. Кислотно-основная буферность подзолистых и болотно-подзолистых почв северо-востока европейской части России. — Екатеринбург: Уральское отделение РАН, 2005. — 135 с. — ISBN 5-7691-1634-X.
- Шамрикова Е. В., Соколова Т. А., Забоева И. В. Идентификация буферных реакций при титровании водных суспензий целинных и пахотных подзолистых почв кислотой и основанием // Почвоведение : журнал. — 2002. — № 4. — С. 412—423. — ISSN 0032-180X.